# فهرست نویسندگان سده چهاردهم (میلادی) فرانسه
- گیوم دو ماشو (۱۳۷۷–۱۳۰۰)
- ژان دو وونت (۱۳۶۸–۱۳۰۷)
- نیکل اورسم (۱۳۸۲–۱۳۲۵)
- گستون ۳ دو فوآ-بئارن (۱۳۹۱–۱۳۳۱)
- ژان فرواسار (۱۴۰۴–۱۳۳۳)
- ژان دو کورسی (؟ - ۱۳۴۰)
- اوستاش دشام (۱۴۰۷–۱۳۴۶)
- ژان شرلیه (۱۴۲۹–۱۳۶۳)
- کریستین دو پیزان (۱۴۳۰–۱۳۶۴)
- آلن شارتیه (۱۴۳۵–۱۳۸۵)
- ژان ژوونال دزورسن (۱۴۷۳–۱۳۸۸)
- آنتوان دو لا سال (۱۴۶۹–۱۳۸۸)
- آنگران دو مونستروله (۱۴۵۳–۱۳۹۰)
- ژهان رنییه (۱۴۶۸–۱۳۹۲)
- شارل دورلئان (۱۴۶۵–۱۳۹۴)
- اوستاش مارساده (۱۴۴۰ - ؟)
- میشو تایوان (۱۴۴۸–۱۳۹۰/۱۳۹۵)
- واتریکه دو کوون (۱۳۳۰–۱۳۰۰)